# In and Out of Consciousness: Greatest Hits 1990–2010

In and Out of Consciousness: Greatest Hits 1990 – 2010 est la troisième compilation du chanteur britannique Robbie Williams sortie fin 2010, après The Ego Has Landed (1999) et Greatest Hits (2004). Ce best of est disponible sous plusieurs formats :
- une édition Standard 2 CD, qui regroupe les 39 tubes de Robbie Williams de Shame à Everything changes ;
- une édition Deluxe 3 CD, qui regroupe les 39 tubes de Robbie Williams + un troisième CD composé de faces B (18 titres) ;
- une édition Ultimate (3 CD + 3 DVD), qui regroupe les 39 tubes de Robbie Williams + le troisième CD composé de faces B + 2 DVD qui regroupent l’intégrale de ses clips et un DVD Live in Berlin 2005.

## Contenu des disques
| 1.  | Shame (duo avec Gary Barlow) |  |
| 2.  | Heart and I                  |  |
| 3.  | Morning sun                  |  |
| 4.  | You know me                  |  |
| 5.  | Bodies                       |  |
| 6.  | She's Madonna                |  |
| 7.  | Lovelight                    |  |
| 8.  | Rudebox                      |  |
| 9.  | Sin sin sin                  |  |
| 10. | Advertising space            |  |
| 11. | Make me pure                 |  |
| 12. | Tripping                     |  |
| 13. | Misunderstood                |  |
| 14. | Radio                        |  |
| 15. | Sexed up                     |  |
| 16. | Something beautiful          |  |
| 17. | Come undone                  |  |
| 18. | Feel                         |  |
| 19. | Mr Bojangles                 |  |

| 1.  | I will talk and Hollywood will listen     |  |
| 2.  | Somethin' stupid (duo avec Nicole Kidman) |  |
| 3.  | The road to Mandalay                      |  |
| 4.  | Eternity                                  |  |
| 5.  | Let love be your energy                   |  |
| 6.  | Supreme                                   |  |
| 7.  | Kids (duo avec Kylie Minogue)             |  |
| 8.  | Rock DJ                                   |  |
| 9.  | It's only us                              |  |
| 10. | She's the one                             |  |
| 11. | Strong                                    |  |
| 12. | No regrets                                |  |
| 13. | Millennium                                |  |
| 14. | Let me entertain you                      |  |
| 15. | Angels                                    |  |
| 16. | South of the border                       |  |
| 17. | Lazy days                                 |  |
| 18. | Old before I die                          |  |
| 19. | Freedom                                   |  |
| 20. | Everything changes (avec les Take That)   |  |

| 1.  | Often                    |  |
| 2.  | Karaoke star             |  |
| 3.  | Toxic                    |  |
| 4.  | My culture               |  |
| 5.  | Nobody someday           |  |
| 6.  | Get a little high        |  |
| 7.  | One fine day             |  |
| 8.  | Coffee, tea and sympathy |  |
| 9.  | Do me now                |  |
| 10. | The postcard             |  |
| 11. | Meet the stars           |  |
| 12. | Don't stop talking       |  |
| 13. | Don't say no             |  |
| 14. | Lonestar rising          |  |
| 15. | Lola                     |  |
| 16. | The only one I know      |  |
| 17. | Elastik                  |  |
| 18. | Long walk home           |  |